# 2004 en rugby à XV
Cette page présente les faits marquants de l'année 2004 en rugby à XV : les principales compétitions et évènements liés au rugby à XV et rugby à sept ainsi que les décès de grandes personnalités de ces sports.

## Événements

### Mars
- 27 mars, Tournoi des Six Nations : Grand Chelem pour le XV de France.
  - Article détaillé : Tournoi des six nations 2004

### Mai
- 15 mai, Coupe de Belgique : Boitsfort RC gagne la coupe en battant le ROC 44-17
- 21 mai, Bouclier européen : Montpellier RC (France) 25-19 Viadana (Italie)
- 22 mai, Super 12 : ACT Brumbies (Australie) gagne le Super 12 en écartant en finale les Canterbury Crusaders (Nouvelle-Zélande), 47-38.
- 22 mai, Challenge européen : les Anglais d'Harlequins remportent le Challenge face à l'AS Montferrand (France) 27-26.
- 23 mai, Coupe d'Europe : London Wasps (Angleterre) bat le Stade toulousain (France) 27-20 en finale.
- ? mai : vingt-huitième édition de la Coupe Ibérique. Les Espagnols du Cetransa UEMC El Salvador l'emportent 40-34 face aux Portugais du CF Os Belenenses, glanant ainsi leur troisième titre dans la compétition.

### Juin
- 26 juin, France : le Stade français Paris est champion de France en s'imposant en finale contre l'USA Perpignan, 37-20.

### Août
- 21 août, Tri-nations : l'équipe d'Afrique du Sud remporte l'épreuve.

## Décès
- 22 mars : Peter Jackson, Angleterre et Lions
- 7 novembre : Alfred Roques, (France, Rugby à XV) à 79 ans[1]